# Borov Dol, Sliven
Borov Dol (în bulgară Боров Дол) este un sat în comuna Tvărdița, regiunea Sliven,  Bulgaria. 

## Demografie
Componența etnică a satului Borov Dol
     Bulgari (64,02%)
     Turci (17,21%)
     Nicio identificare (7,35%)
     Altele (11,41%)
La recensământul din 2011, populația satului Borov Dol era de 517 locuitori. Din punct de vedere etnic, majoritatea locuitorilor (64,02%) erau bulgari, cu o minoritate de turci (17,21%). Pentru 7,35% din locuitori nu este cunoscută apartenența etnică.